# Snoop Dogg
Ке́лвін Кордоза́р Бро́дус-моло́дший (англ. Calvin Cordozar Broadus Jr.; нар. 20 жовтня 1971, Лонг-Біч, Каліфорнія), більш відомий як Снуп Доґґ (англ. Snoop Dogg), — американський репер, продюсер і актор. Snoop Dogg почав свою кар'єру в 1992 році після знайомства з репером і продюсером Dr. Dre. Найбільше Snoop знаний як MC на хіп-хоп сцені західного узбережжя і один з протеже Dr. Dre.

## Біографія
Проблеми із законом почались рано. Після закінчення школи його посадили на 3 роки до в'язниці за зберігання кокаїну. Але Келвін знайшов, як перерости кримінальне минуле — це музика. Мати називала його «Snoopy» (з англійської — «надмірно цікавий»), за вираз його очей, і коли він почав записуватися, то взяв собі псевдонім Snoop Doggy Dogg на честь відомого персонажа мультфільмів. Повернувшись додому, він разом із другом Warren G розпочав писати музику. Warren G був знайомий із репером Dr. Dre і той, прослухавши Снупа, був приємно здивований. Вони почали працювати разом, що допомогло Кельвінові потрапити на вершини чартів і підписати контракт з Death Row Records. Відтоді Snoop Dogg веде сольну кар'єру.
1992 року разом з Dr. Dre записував пісні до альбому The Chronic. 1993 року дебютний альбом Снупа Doggystyle був найочікуванішим релізом, до виходу було отримано понад півтора мільйона попередніх замовлень. Трек «Gin & Juice» з альбому не повинен був стати синглом, а в результаті перетворився на класику хіп-хопу. Під час церемонії MTV Снупа заарештували за підозрою у вбивстві Philip Woldemarium, якого застрелив охоронець Снупа Лі МакКінлі[джерело?]. У лютому 1996 року звинувачення було знято на підставі самооборони. Творчість Снупа та загалом гангста-реп обговорювалися у Конгресі.
У липні 1995 року заснував звукозаписну студію Doggy Style Records. У листопаді 1996 вийшов другий альбом Tha Doggfather, який був присвячений пам'яті Тупака Шакура. Він змінив ім'я на Snoop Dogg в 1996 році, після того, як покинув лейбл Death Row Records і підписав контракт з No Limit Records. Кілька його кузенів також стали відомими хіп-хоп артистами: RBX, Nate Dogg, і Daz Dillinger.
Станом на 1993 рік Снуп Догг був одним з найуспішніших хіп-хоп виконавців США, однак звинувачення у вбивстві члена ворожого угруповання призвело до того, що на час судових розглядів він випав з шоубізнесу. Наприкінці 90-х повернувся до активної музичної діяльності, а також зняв кілька порно-фільмів. У 2004 р. вперше в його кар'єрі сингл «Drop It Like It's Hot» (записаний з Фарреллом) зміг очолити Billboard Hot 100, а два роки по тому він знову вибився у лідери американських чартів з треком «I Wanna Love You», записаним разом з Akon'ом. Обидві пісні були номіновані на премію «Ґреммі».
Снуп добре відомий за свій стиль виконання — ледачий, підкреслено спокійний, з розтягнутими словами та ритмічною лірикою. Його відомим виразом є фраза: «Fo 'shizzle, my nizzle», що означає «for sure my nigga» (по-любому, мій нігга). 2004 року він зіграв з Беном Стіллером і Оуеном Уїлсоном в комедії «Старські і Гатч» (Starsky & Hutch). Також він відомий за роллю капітана Мака у фільмі Soul plane.
у 2009 році приєднався до руху Нація Ісламу.
У 2012 році перейшов у растафаріанство і почав грати в стилі регі, узявши собі псевдонім Snoop Lion, а в 2013 знову повернувся до репу під псевдонімом Snoop Dogg.
У лютому 2022 року Snoop Dogg викупив права на лейбл Death Row Records, ставши його власником. Одним із перших підписантів став джи-фанк репер із Сан-Бернардіно Doggystyleeee, який випустив сингл «Hit Em Up». 11 лютого вийшов двадцятий сольний альбом Snoop Dogg «BODR». Раніше він заявляв про свої плани після викупу лейбла підписати на нього таких сучасних виконавців хіп-хопу Західного узбережжя, як YG, Ty Dolla $ign та Roddy Ricch.
26 липня 2024 року до відкриття олімпійських Ігор у  Парижі підніс вогонь з факелом під свій реп.

## Snoop Dogg  та Україна
У лютому 2024 року одягнув прикрасу з українською символікою.
26 червня цього ж року  у себе у Instagram опублікував фото  з українським  боксером Олександром Усиком.

## Дискографія
- 1993 — Doggystyle
- 1996 — Tha Doggfather
- 1998 — Da Game Is to Be Sold, Not to Be Told
- 1999 — No Limit Top Dogg
- 2000 — Tha Last Meal
- 2002 — Paid tha Cost to Be da Boss
- 2004 — R&G (Rhythm & Gangsta): The Masterpiece
- 2006 — Tha Blue Carpet Treatment
- 2008 — Ego Trippin'
- 2009 — Malice N Wonderland
- 2011 — Doggumentary
- 2013 — Reincarnated
- 2015 — BUSH
- 2016 — Coolaid
- 2017 — Neva Left
- 2018 — Bible of Love
- 2019 — I Wanna Thank Me
- 2021 — From tha Streets 2 tha Suites
- 2022 — BODR